# Lola Gándara
Dolores González Lorenzo (Celanova, provincia de Orense, 1942), más conocida como Lola Gándara, su seudónimo literario. Es una escritora española de literatura infantil y juvenil, directora teatral, guionista de programas infantiles de televisión y profesora de educación secundaria y bachillerato por la especialidad de Lengua castellana y literatura.

## Biografía
Tras finalizar la carrera de Derecho, comenzó a dedicarse a la enseñanza y decidió estudiar Filosofía y Letras. Ha sido profesora de Lengua y Literatura castellana en diversos centros de educación secundaria de Galicia, especialmente en Vigo y su área metropolitana, lugar donde reside desde hace varios años. Comenzó su trayectoria escribiendo solo en gallego y a partir de 1994 empezó a escribir en castellano y a traducir ella misma sus obras a este idioma. 
Durante varios años dirigió una compañía de teatro infantil y ha participado en diversos proyectos dramáticos, con los que ha ganado diversos galardones. También ha ejercido como guionista de programas televisivos y ha participado en diversas iniciativas teatrales. Buena parte de su obra ha sido traducida al catalán y al euskera. 

## Rasgos temáticos y de estilo
Su narrativa para jóvenes se caracteriza por la temática histórica, especialmente ambientada en la Antigua Roma (en Una aguja envenenada –durante el gobierno de Tiberio–, La oscura luz del Tíber –en el reinado del emperador Nerón– y Guárdate de los Idus –en los últimos años de la República–), así como en el siglo XVI inglés (en Los gavilanes rojos) y español (en El robo de la perla). Todas ellas son novelas en las que sobresalen una cuidada ambientación y el rigor histórico combinados con tramas que mezclan la acción con ingredientes de suspense.
Por otro lado, otras de sus obras destacan por su tono realista, como Brumas de octubre o Alejandra. Ambas tienen jóvenes protagonistas y retratan el entorno escolar, familiar y del grupo de iguales, buscando transmitir valores positivos en los lectores adolescentes.     
El tercer grupo más destacado de su narrativa está escrita en gallego y no ha sido traducida al castellano; son libros que se dirigen a lectores más infantiles como Smerling: na tea da araña, Conxurados y Os mornias.    
Apenas ha hecho una incursión en la narrativa para adultos con la novela histórica Magog (1997), ambientada en el antiguo Reino de Galicia durante el siglo XII, y que firmó con el nombre de María Gándara.

## Obras

### Narrativa infantil y juvenil
- Smerling: na tea da araña (2014)
- Una aguja envenenada (2004)
- El robo de la perla (2002)
- La oscura luz del Tíber (2000)
- Los gavilanes rojos (2000)
- Alejandra (1999)
- Guárdate de los Idus (1995)
- Brumas de octubre (1994)
- Conxurados (1993)
- Os Mornias (1993)

### Narrativa para adultos
- Magog (1997): publicado con el nombre de María Gándara.

## Reconocimientos
- Lista de honor del CCEI por Alejandra (2000)
- Premio García Barros por su novela Magog (1997).[4]
- Premio de Teatro Profesional Camiño de Santiago con Ultreias (1994)
- Premio Gran Angular por su novela Brumas de octubre (1994).[5]
- Premio de Teatro Profesional Camiño de Santiago con Nocturno de dragón (en colaboración con Bruno Bernardo) (1993).
- Accésit del Premio O barco de vapor por su novela Conxurados (1993).
- Premio Merlín de Literatura Infantil por Os Mornias (1992).[6]